# 영덕 오봉종택
영덕 오봉종택(盈德 五峯宗宅)은 대한민국 경상북도 영덕군 창수면에 있는 조선시대의 건축물이다. 2008년 6월 16일 경상북도의 문화재자료 제538호로 지정되었다.

## 개요
영덕 오봉종택(盈德 五峯宗宅)은 1450년대에 안동권씨(安東權氏) 부정공파(副正公派) 영해(寧海) 입향조(入鄕祖)인 오봉(五峯) 권책(權策) 선생이 거주하던 곳으로 영해 인량리 팔종가(八宗家) 가운데 하나이다. 200여년이 지난 후 화재로 소실된 것을 재건하여 오늘에 이르고 있다. 배치는 남향으로 솟을삼문과 오봉헌(五峯軒), 사당을 잇는 중심축에서 우측으로 종택(宗宅)이 자리하고 좌측에 3자 정도의 높은 축대를 조성한 후 벽산정(碧山亭)이 위치하고 있다. 종택은 과거의 평면형과 형태는 그대로 유지하고 있으나 근년에 보수하면서 당시의 흔적은 손상된 상태이다. 다만, 영덕지역 안동권씨 가문의 정신적 구심적 기능을 해왔고 후손들의 가옥을 위시한 여타 건축물들이 문화재로 지정 보존되고 있는 것을 감안할 때 문화재로 보존할 가치가 있으므로 문화재자료로 지정한다.

## 참고 자료
- 영덕 오봉종택 - 국가유산청 국가유산포털